# تشارلز هاميلتون هوستون
تشارلز هاميلتون هوستون (بالإنجليزية: Charles Hamilton Houston)‏ هو محامي أمريكي، ولد في 3 سبتمبر 1895 في واشنطن العاصمة في الولايات المتحدة، وتوفي بنفس المكان في 22 أبريل 1950 بسبب نوبة قلبية.

## وصلات خارجية
- تشارلز هاميلتون هوستون على موقع الموسوعة البريطانية (الإنجليزية)